# Erwin Lohner
Erwin Lohner (* 6. März 1962 in Gundelfingen an der Donau) ist ein deutscher Verwaltungsjurist. Er ist seit dem 1. März 2023 Amtschef des Bayerischen Staatsministeriums des Innern, für Sport und Integration.

## Werdegang
Nach dem Abitur am Wittelsbacher-Gymnasium in München nahm er ein Studium der Rechtswissenschaften auf. Erwin Lohner begann seine Laufbahn nach seiner zweiten Juristischen Staatsprüfung als wissenschaftlicher Assistent an der Ludwig-Maximilians-Universität München und als Proberichter beim Verwaltungsgericht München. Nach seiner Promotion und der Berufung in das Beamtenverhältnis auf Lebenszeit nahm Lohner verschiedene Aufgaben im Innenministerium, beim Landratsamt in Starnberg und bei der Regierung von Oberbayern wahr, ehe er ab Ende 2007 als persönlicher Referent und Büroleiter von Innenminister Joachim Herrmann fungierte. Ab Mitte 2014 war er Leiter der Abteilung Planung, Kommunikation und Sport im Innenministerium. Er wurde am 1. Mai 2018 Nachfolger Karl Michael Scheufeles als Regierungspräsident von Schwaben. Am 1. März 2023 wechselte er zurück ins Bayerische Innenministerium und wurde dort zum Amtschef bestellt; seine Nachfolgerin in Augsburg wurde Barbara Schretter.
Seit dem Studium ist er Mitglied der katholischen Studentenverbindung KSStV Alemannia München im KV.